# Pułk Lekki Hetmana Polnego Koronnego
Pułk Lekki Hetmana Wielkiego Koronnego – oddział jazdy Armii Koronnej.
Sformowany na podstawie komputu koronnego uchwalonego przez sejm w 1699 roku.

## Struktura organizacyjna
Jazda lekka
- cztery chorągwie po 50 koni

Razem w pułku: 4 chorągwie − 200 koni